# Frederic Welter
Frederic Welter (* 13. November 1982 in München) ist ein deutscher Schauspieler. Bekannte Filme bzw. Serien, in denen Welters mitspielte sind beispielsweise Tatort: Und dahinter liegt New York, Mädchen, Mädchen, Sturm der Liebe, Die Camper und Die Rosenheim-Cops.
Verschiedenen Berichten zufolge wurde Welter um das Jahr 2001 an der European Film Actor School im Schauspiel ausgebildet. Weiterhin habe er verschiedene Schauspielseminare und mehrfach Privatunterricht im Schauspiel erhalten, beispielsweise im Jahr 2008 an der Hochschule für Fernsehen und Film München.

## Filmografie
- 2017: Inga Lindström – Lilith und die Sache mit den Männern (Staffel 15, Folge 2)
- 2017: Sturm der Liebe (Staffel 13, Folgen 2760–2762)
- 2016: Hipp – Mein erstes Hipp Glas
- 2016: Social Spot – Plastic Kills
- 2016: SOKO München – Das Panik-Hotel (Staffel 42, Folge 25)
- 2015: Das verratene Geheimnis
- 2015: Geschwister
- 2014: Perfection (Kurzspielfilm)
- 2014: Blaue Stunde (Kurzspielfilm)
- 2013: Die Rosenheim-Cops – Ein Fall für Marie Hofer (Staffel 13, Folge 18)
- 2013: Unter der Haut
- 2013: Pfarrer Braun: Brauns Heimkehr
- 2013: Irre sind männlich
- 2012: Rubinrot
- 2012: Die Garmisch-Cops – Doppeltes Spiel (Staffel 1, Folge 4)
- 2012: Sturm der Liebe (Staffel 7, Folgen 1569–1570)
- 2011: Hubert und Staller: Kleine Fische, große Fische (Staffel 1, Folge 1)
- 2011: Materica (Kurzspielfilm)
- 2011: Judengasse (Kurzspielfilm)
- 2010: Zu spät (Kurzspielfilm)
- 2010: Homodad (Kurzspielfilm)
- 2010: Das Leben ist ein Ponyhof (Kurzspielfilm)
- 2009: Faktor 8 – Der Tag ist gekommen
- 2009: Munich Bohème (Kurzspielfilm)
- 2008: Draußen am See
- 2007: Hausmeister Krause – Ordnung muss sein (Fernsehserie Staffel 7, Folgen 1)
- 2006: Beste Zeit
- 2006: Die Rosenheim-Cops – Der Tod kam auf Kufen (Staffel 5, Folge 20)
- 2005: Charlottenburg, (Kurzspielfilm)
- 2004: Gefühlte Temperatur (Kurzfilm)
- 2004: Die Rosenheim-Cops – Eine Leiche on the rocks (Staffel 4, Folge 11)
- 2004: Liebe Amelie
- 2003: Küssen verboten, Baggern erlaubt
- 2002: Für immer verloren
- 2002: Der Teufel, der sich Gott nannte
- 2002: Mörderische Elite
- 2001: Himmelreich auf Erden
- 2001: Rosa Roth – Geschlossene Gesellschaft
- 2001: SOKO 5113 – Wer schön sein will (Staffel 21, Folge 11)
- 2001: Umwege des Herzens
- 2000: Tatort: Und dahinter liegt New York
- 2000: Mädchen, Mädchen
- 1999: Das Alibi
- 1999: Crazy
- 1999: Harte Jungs
- 1999: Lieber böser Weihnachtsmann
- 1998: Deine besten Jahre
- 1998: Väter, Hauptrolle, Kurzspielfilm, Regie: Ludger Dreimann
- 1997: Das merkwürdige Verhalten geschlechtsreifer Großstädter zur Paarungszeit
- 1996: Zugriff – Ein Team. Ein Auftrag